# Sci Fi Channel (România)
Sci Fi Channel a fost lansat în România pe 1 decembrie 2007. A fost disponibil pe cablu și prin satelit.

## Programe
- Angel[1]
- Battlestar Galactica
- Buffy the Vampire Slayer[2]
- Charmed[1]
- Dark Angel
- Eureka[2]
- Fact or Faked: Paranormal Files[2]
- Firefly[1]
- Flash Gordon[1]
- Futurama[1]
- Ghost Hunters[2]
- Haven[2]
- Legend of the Seeker[2]
- Quantum Leap
- Stargate Atlantis[2]
- Stargate SG-1[2]
- Stargate Universe[2]
- Star Trek
- Star Trek: Enterprise[1]
- Warehouse 13[2]
- Who Wants to Be a Superhero?[1]
- The X-Files[2]